# Synasellus dissimilis
Synasellus dissimilis är en kräftdjursart som beskrevs av Odette Afonso 1987. Synasellus dissimilis ingår i släktet Synasellus och familjen sötvattensgråsuggor. Inga underarter finns listade i Catalogue of Life.